# Trunks (groupe)
Pour l’article homonyme, voir Trunk.
 (novembre 2015).
Si vous disposez d'ouvrages ou d'articles de référence ou si vous connaissez des sites web de qualité traitant du thème abordé ici, merci de compléter l'article en donnant les références utiles à sa vérifiabilité et en les liant à la section « Notes et références ».
Trunks est un groupe de rock indé français fondé en 2006.

## Biographie
Formé en 2006 par Laetitia Shériff (basse, chant), Régïs Boulard (batterie, chant), Régis Gautier (guitares) et Stéphane Fromentin (guitares), le collectif rennais est rejoint en 2007 par Daniel Paboeuf (saxophone) au cours de l'enregistrement de son premier album. 
Cet album, Use Less, fabriqué avec l'urgence de l'envie a été enregistré, mixé et masterisé par Laurent Dahyot au Studio des Sports, puis au Drop Studio. Les compositions communes ont fait l'objet d’expériences textuelles autour de haikus de Jack Kerouac. Après une quinzaine de concerts avec le groupe, Régis Gautier laisse sa place à Florian Marzano.
Au gré des multiples prestations données dans toute la France, Trunks se construit un nouveau répertoire. C'est ainsi que naissent les deux morceaux qui figurent sur le 45 tours Kniee, sorti en 2010. Morceaux enregistrés par Klaus Loehman au Bas Chemin, puis mixés par Peter Deimel au Black Box Studio, pour être enfin masterisés par Bob Weston, à Chicago.
En 2011, le groupe entre au Black Box Studio pour enregistrer avec Peter Deimel son deuxième album on the roof. Mixé par lui-même, il sera également masterisé par Bob Weston.
Le son et la musique de Trunks sont le résultat de l'association des univers de chacun des musiciens, qui, parallèlement mènent à bien leurs projets musicaux personnels.

## Groupes Parallèles
- Laetitia Shériff officie sous son nom.
- Régïs Boulard : Streamer, Chien Vert
- Stéphane Fromentin : Chien Vert, Cabine, Ruby Red Gun, We Only Said
- Daniel Paboeuf : DPU, Marquis de Sade
- Florian Marzano : We Only Said, Pink Iced Club, Gainsaid
- Régis Gautier : Moller Plesset

## Discographie
- 2007 : use less (CD, range ta chambre / box pock / anticraft)
- 2010 : kniee (45t, autoproduit)
- 2011 : on the roof (CD/33t, il monstro / are you trunked? / le son du maquis / les disques de plomb / harmonia mundi)